# Babakan Tarogong
Babakan Tarogong is een bestuurslaag in het regentschap Kota Bandung van de provincie West-Java, Indonesië. Babakan Tarogong telt 27.489 inwoners (volkstelling 2010).